# Veľkrop
Veľkrop (ungarisch Velkő – bis 1907 Velkrop) ist eine Gemeinde im Nordosten der Slowakei mit 231 Einwohnern (Stand 31. Dezember 2024), die zum Okres Stropkov, einem Kreis des Prešovský kraj gehört.

## Geographie

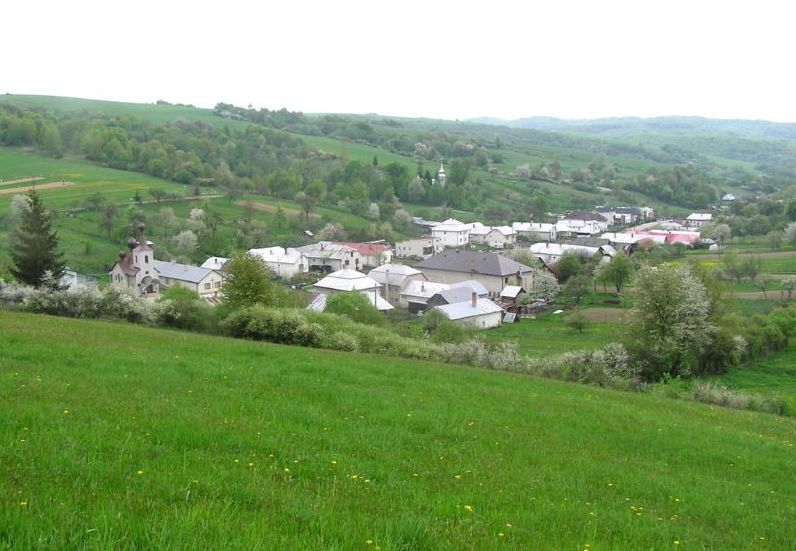
Gesamtansicht von Veľkrop

Die Gemeinde befindet sich im Bergland Ondavská vrchovina innerhalb der Niederen Beskiden, im Quellbereich des Baches Vojtovec. Das Ortszentrum liegt auf einer Höhe von 297 m n.m. und ist 14 Kilometer von Stropkov entfernt.
Nachbargemeinden sind Makovce im Norden, Havaj im Nordosten und Osten, Varechovce im Südosten, Soľník im Süden, Breznička im Südwesten, Chotča im Westen und Bukovce im Nordwesten.

## Geschichte
Veľkrop wurde zum ersten Mal 1408 als Folkrophaw schriftlich erwähnt. Die Siedlung soll um die Wende vom 14. zum 15. Jahrhundert gegründet worden sein, allerdings ist es unklar, ob nach deutschem oder walachischem Recht. Von der Gründung bis zum 17. Jahrhundert war Veľkrop Teil der Herrschaftsgebiets von Stropkov. 1557 wohnten ein Schultheiß sowie 13 walachische Untertanen-Familien im Dorf. 1567 wurden die Haushalte in Höhe von 2,5 Porta besteuert.
Ab dem Jahr 1767 war Veľkrop Besitz der Familie Vécsey und im 19. Jahrhundert der Familie Ružičkoví. 1828 zählte man 36 Häuser und 280 Einwohner, die als Köhler, Landwirte oder Waldarbeiter beschäftigt waren.
Bis 1918 gehörte der im Komitat Semplin liegende Ort zum Königreich Ungarn und kam danach zur Tschechoslowakei beziehungsweise heute Slowakei. In der Zeit nach 1945 entstand die landwirtschaftliche Produktionsgenossenschaft im Jahr 1959, ein Teil der Bevölkerung arbeitete in Industriebetrieben in Stropkov und Svidník.

## Bevölkerung
| Jahr                | 1994 | 2004    | 2014    | 2024    |
| ------------------- | ---- | ------- | ------- | ------- |
| Anzahl der Personen | 220  | 221     | 222     | 231     |
| Unterschied         |      | +0,45 % | +0,45 % | +4,05 % |

| Jahr                | 2023 | 2024    |
| ------------------- | ---- | ------- |
| Anzahl der Personen | 230  | 231     |
| Unterschied         |      | +0,43 % |

Nach der Volkszählung 2011 wohnten in Veľkrop 215 Einwohner, davon 133 Slowaken, jeweils 34 Roma und Russinen und sieben Tschechen. Sieben Einwohner machten keine Angabe zur Ethnie.
119 Einwohner bekannten sich zur orthodoxen Kirche, 73 Einwohner zur griechisch-katholischen Kirche, 11 Einwohner zur römisch-katholischen Kirche sowie jeweils ein Einwohner zu den Siebenten-Tags-Adventisten und zur apostolischen Kirche. Drei Einwohner waren konfessionslos und bei sieben Einwohnern wurde die Konfession nicht ermittelt.

## Bauwerke

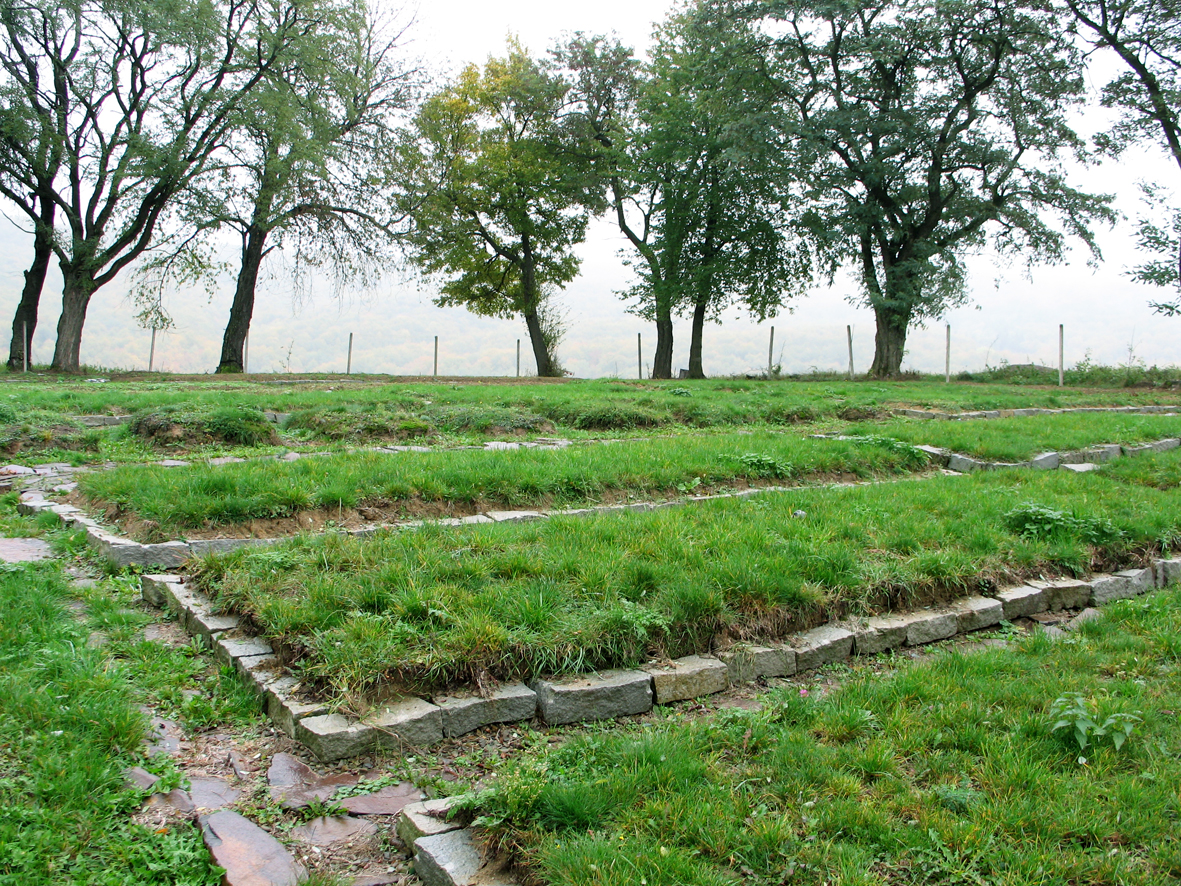
Soldatenfriedhof aus dem Ersten Weltkrieg

- griechisch-katholische Kirche Maria die Hüterin aus dem Jahr 1775
- Soldatenfriedhof aus dem Ersten Weltkrieg südöstlich des Ortes mit 8662 beerdigten Soldaten der österreichisch-ungarischen und russischen Armeen. Nach einer achtjährigen Sanierung wurde der Friedhof Ende September 2018 wieder für die Öffentlichkeit freigegeben.[5]